# Frail Words Collapse
Frail Words Collapse – drugi album grupy As I Lay Dying wydany w 2003 nakładem Metal Blade Records.

## Lista utworów
1. „94 Hours” – 3:10
2. „Falling Upon Deaf Ears” – 2:31
3. „Forever” – 4:42
4. „Collision” – 3:11
5. „Distance Is Darkness” – 2:38
6. „Behind Me Lies Another Fallen Soldier” – 3:02
7. „Undefined” – 2:16
8. „A Thousand Steps” – 1:45
9. „The Beginning” – 3:29
10. „Song 10" – 4:15
11. „The Pain Of Separation” – 2:57
12. „Elegy” – 4:47

## Single
- „94 Hours” (2003)
- „Forever” (2003)

## Teledyski
- „94 Hours” (2003, reż. Derek Dale)
- „Forever” (2003, reż. Derek Dale)

## Twórcy
Członkowie zespołu
- Tim Lambesis – śpiew, producent muzyczny
- Jordan Mancino – perkusja
- Evan White – gitara elektryczna, producent muzyczny
- Aaron Kennedy – gitara basowa
- Jasun Krebs – gitara elektryczna

Inni zaangażowani
- Steve Russell – miksowanie, inżynier dźwięku
- Brad Vance – mastering
- Brandon O’Connell – preprodukcja